# Franciszek Laskowski
Franciszek Laskowski (ur. 30 marca 1880 w Lubrańcu, zm. 27 maja 1964 we Włocławku) – działacz socjalistyczny i komunistyczny, Uczestnik rewolucji w 1905 roku.

## Życiorys
Franciszek Laskowski urodził się 30 marca 1880 roku w Lubrańcu w rodzinie szewca Wincentego i Anny z d. Paradzińska. Jego ojciec był uczestnikiem Powstania Styczniowego na Kujawach. Franciszek od najmłodszych lat był wychowywany przez ojca w duchu patriotycznym. Zdobył zawód murarza i pracował w tym zawodzie w Lubrańcu i okolicznych wsiach. Należał do komórki PPS w Lubrańcu.
W 1905 roku uczestniczył w działaniach rewolucyjnych w Lubrańcu i powiecie Włocławskim. W 1908 roku władze carskie aresztowały go wraz z 28 działaczami PPS we Włocławku pod zarzutem dokonania zamachu na carskich urzędników we Włocławku i Lubrańcu. Wszyscy aresztowani przebywali przez pewien czas w X Pawilonie Cytadeli w Warszawie. 12 lipca 1909 roku na mocy wyroku sądu wojennego 6 aresztowanych skazano na karę śmierci przez powieszenie, 10 osób na ciężkie roboty, 4 na wysiedlenie (w tym Franciszka), a pozostałych uniewinniono. Czterej mieszkańcy Lubrańca zostali zesłani w głąb Rosji w okolice Irkucka, gdzie utrzymywali bliskie kontakty z działaczami Rosyjskiego ruchu rewolucyjnego. Po kilku latach Franciszek dzięki pomocy towarzyszy rosyjskich zdołał zbiec z zesłania pod przybranym nazwiskiem Kazimierza Sadowskiego. Brak jest w dokumentach archiwalnych informacji o dalszych przejawach działalności komórki PPS w Lubrańcu w późniejszych latach.
Na wieńcu w Lubrańcu zorganizowanym 11 grudnia 1918 roku został wybrany do Rady Miejskiej w Lubrańcu jako jeden z dwunastu radnych. Nadal był aktywnym działaczem PPS. W marcu 1919 roku szef policji państwowej we Włocławku w piśmie do starosty Włocławskiego określał Franciszka Laskowskiego jako „aktywnego agitatora PPS lub komunistę”. Kolejna fala strajków na wsi Kujawskiej rozpoczęła się wiosną 1919 roku. Wśród agitatorów z PPS, szczególnie aktywnych w wywołaniu strajków w majątkach ziemskich, policja wymieniła Franciszka Laskowskiego z Lubrańca, określając go również jako „wrogo usposobionego do władz państwowych”. W wyborach, które odbyły się w marcu 1919 roku. Franciszek Laskowski otrzymał ponownie mandat radnego do rady miejskiej jako jeden z dwunastu radnych. Franciszek Laskowski wraz z synem Wacławem był jednym z najbliższych współpracowników Pelagii Słotwińskiej, szczególnie w okresie, gdy mieszkała w Lubrańcu przy ulicy Pocztowej.